# John Harmon
John Harmon, nato Johann Hermann Legler (Washington, 30 giugno 1905 – Los Angeles, 6 agosto 1985), è stato un attore statunitense.
Ha recitato in oltre 140 film dal 1935 al 1983 ed è apparso in oltre 130 produzioni televisive dal 1947 al 1976.

## Biografia
John Harmon nacque a Washington il 30 giugno 1905 da Alexander ed Eva Legler.
Fece il suo debutto sul grande schermo nel 1935, non accreditato, nel film È scomparsa una donna. Interpretò già dai primi anni 50 una miriade di ruoli per episodi di serie televisive, nella maggior parte dei casi personaggi secondari, anche diversi per una sola serie televisiva. Partecipò ad otto episodi della serie Perry Mason (1957-1964). Interpretò il ruolo di Eddie Halstead, l'impiegato dell'hotel in 13 episodi della serie televisiva The Rifleman (1958-1961). Partecipò inoltre a 7 episodi della serie Bonanza (1959-1970), 5 episodi della serie Gli intoccabili (1959-1962), 10 episodi della serie de Il virginiano (1963-1969), 9 episodi de La grande vallata (1965-1968) e due episodi della serie originale di Star Trek (1967-1968), interpretando Rodent e Tepo.
La sua ultima apparizione sul piccolo schermo avvenne nell'episodio The Highest Mountain della serie televisiva Marcus Welby, andato in onda il 17 febbraio 1976, che lo vede nel ruolo di Mr. Glick, mentre per il grande schermo la sua ultima interpretazione risale al film horror del 1983 Microwave Massacre, in cui interpreta il dottor Gestalp.
Nel 1944 sposò Agnes "Genevieve" Eleanor Metz. Morì a Los Angeles, in California, il 6 agosto 1985 e fu cremato.

## Filmografia

### Cinema
- È scomparsa una donna (Three Kids and a Queen) (1935)
- Codice segreto (Rendezvous), regia di William K. Howard (1935)
- Un bacio al buio (One Rainy Afternoon) (1936)
- La bambola nera (The Black Doll) (1938)
- Dopo Arsenio Lupin (Arsène Lupin Returns) (1938)
- Un bandito in vacanza (A Slight Case of Murder), regia di Lloyd Bacon (1938)
- L'inesorabile (Wives Under Suspicion) (1938)
- The Missing Guest (1938)
- King of Alcatraz (1938)
- Red Barry (1938)
- Exposed (1938)
- Gambling Ship (1938)
- Pirates of the Skies (1939)
- King of the Underworld, regia di Lewis Seiler (1939)
- Devil's Island, regia di William Clemens (1939)
- I Was a Convict (1939)
- Mystery of the White Room (1939)
- Buck Rogers (1939)
- La via dei giganti (Union Pacific) (1939)
- Ragazze sperdute (Missing Daughters), regia di Charles C. Coleman (1939)
- Inside Information (1939)
- Vigilia d'amore (When Tomorrow Comes), regia di John M. Stahl (1939)
- La casa delle fanciulle (The Housekeeper's Daughter), regia di Hal Roach (1939)
- Charlie McCarthy, Detective (1939)
- The Green Hornet (1940)
- Parole Fixer (1940)
- Women Without Names (1940)
- Gangs of Chicago (1940)
- The Way of All Flesh (1940)
- A Fugitive from Justice, regia di Terry O. Morse (1940)
- Queen of the Mob, regia di James P. Hogan (1940)
- Lo sconosciuto del terzo piano (Stranger on the Third Floor) (1940)
- Diamond Frontier (1940)
- The Quarterback (1940)
- American Spoken Here (1940)
- A Night at Earl Carroll's (1940)
- Meet Boston Blackie (1941)
- Hit the Road (1941)
- Two in a Taxi (1941)
- Raiders of the Desert (1941)
- Il grande tormento (The Shepherd of the Hills) (1941)
- The Deadly Game (1941)
- Fulminati (Manpower) (1941)
- Life Begins for Andy Hardy (1941)
- The Pittsburgh Kid (1941)
- Buy Me That Town (1941)
- Secrets of the Lone Wolf (1941)
- Honolulu Lu (1941)
- Dangerously They Live (1941)
- A Tragedy at Midnight (1942)
- Di corsa dietro un cuore (Tramp, Tramp, Tramp) (1942)
- I Was Framed (1942)
- Ombre di Broadway (Broadway) (1942)
- Escape from Crime (1942)
- Call of the Canyon (1942)
- Il disertore (Lucky Jordan) (1942)
- How's About It (1943)
- Domani sarò tua (The Crystal Ball) (1943)
- Truck Busters (1943)
- After Midnight with Boston Blackie (1943)
- Selvaggia bianca (White Savage) (1943)
- The Chance of a Lifetime (1943)
- Find the Blackmailer (1943)
- L'impostore (The Impostor) (1944)
- Roger Touhy, Gangster (1944)
- Silent Partner (1944)
- The Last Ride (1944)
- Irish Eyes Are Smiling (1944)
- Nebbie (Conflict) (1945)
- Bionda incendiaria (Incendiary Blonde) (1945)
- Shadow of Terror (1945)
- Avventura (Adventure) (1945)
- Tragico destino (Her Kind of Man) (1946)
- They Made Me a Killer (1946)
- The Well-Groomed Bride (1946)
- Eroi nell'ombra (O.S.S.) (1946)
- Dangerous Business, regia di D. Ross Lederman (1946)
- Below the Deadline, regia di William Beaudine  (1946)
- Dangerous Money (1946)
- Bionda fra le sbarre (Cross My Heart) (1946)
- Fall Guy (1947)
- Prigionieri del destino (Time Out of Mind) (1947)
- Monsieur Verdoux (1947)
- Angoscia nella notte (Fear in the Night) (1947)
- Danger Street, regia di Lew Landers (1947)
- The Trouble with Women (1947)
- Forza bruta (Brute Force) (1947)
- Gli invincibili (Unconquered) (1947)
- Louisiana (1947)
- Adventures of Gallant Bess (1948)
- L'ultima sfida (The Babe Ruth Story) (1948)
- La luna sorge (Moonrise) (1948)
- Gong fatale (Whiplash) (1948)
- L'amante del gangster (Flaxy Martin) (1949)
- Omicidio (Homicide) (1949)
- Streets of San Francisco (1949)
- Incrocio pericoloso (The Crooked Way) (1949)
- La roulette (The Lady Gambles) (1949)
- Gli ultimi giorni di uno scapolo (Once More, My Darling) (1949)
- Alias the Champ (1949)
- Blonde Dynamite (1950)
- Donna in fuga (Woman in Hiding) (1950)
- Destination Big House (1950)
- Joe Palooka in the Squared Circle (1950)
- Cirano di Bergerac (Cyrano de Bergerac) (1950)
- Il segreto del carcerato (Southside 1-1000) (1950)
- Tales of Robin Hood (1951)
- The Fighter (1952)
- Tangier Incident (1953)
- Le ore sono contate (Count the Hours) (1953)
- L'uomo nell'ombra (Man in the Dark) (1953)
- Run for the Hills (1953)
- The All American (1953)
- Jack Slade l'indomabile (Jack Slade) (1953)
- Tre ragazzi del Texas (Three Young Texans) (1954)
- Bitter Creek (1954)
- Gli avvoltoi della strada ferrata (Rails Into Laramie) (1954)
- Jungle Gents (1954)
- Duello a Bitter Ridge (The Man from Bitter Ridge) (1955)
- Jail Busters (1955)
- I pionieri dell'Alaska (The Spoilers) (1955)
- Canyon River (1956)
- I violenti (Three Violent People) (1956)
- God Is My Partner (1957)
- Looking for Danger (1957)
- Live Fast, Die Young (1958)
- I tre sceriffi (Badman's Country) (1958)
- The Monster of Piedras Blancas (1959)
- The Seventh Commandment (1961)
- Per soldi o per amore (For Love or Money) (1963)
- Fammi posto tesoro (Move Over, Darling) (1963)
- One Man's Way (1964)
- La doppia vita di Sylvia West (Sylvia) (1965)
- The Las Vegas Hillbillys (1966)
- The Street Is My Beat (1966)
- Texas oltre il fiume (Texas Across the River) (1966)
- Funny Girl (1968)
- The Barefoot Executive (1971)
- L'esibizionista (The Honkers) (1972)
- Una ragazza violenta (The Unholy Rollers) (1972)
- Hitch Hike to Hell (1977)
- Malibù la ragazza che scotta (Malibu High) (1979)
- Microwave Massacre (1983)
- The Naked Monster (2005)

### Televisione
- Public Prosecutor – serie TV, 1 episodio (1947)
- Dick Tracy – serie TV, 3 episodi (1950)
- Front Page Detective – serie TV, un episodio (1951)
- Squadra mobile (Racket Squad) – serie TV, un episodio (1951)
- The Files of Jeffrey Jones – serie TV, un episodio (1952)
- Terry and the Pirates – serie TV, un episodio (1952)
- I'm the Law – serie TV, un episodio (1953)
- Duffy's Tavern – serie TV, un episodio (1954)
- Mr. & Mrs. North – serie TV, un episodio (1954)
- Schlitz Playhouse of Stars – serie TV, un episodio (1954)
- The Whistler – serie TV, episodio 1x06 (1954)
- Four Star Playhouse – serie TV, 4 episodi (1953-1954)
- The Public Defender – serie TV, 3 episodi (1954-1955)
- Topper – serie TV, episodio 2x20 (1955)
- The Millionaire – serie TV, un episodio (1955)
- TV Reader's Digest – serie TV, episodio 1x09 (1955)
- The Man Behind the Badge – serie TV, 2 episodi (1955)
- Treasury Men in Action – serie TV, un episodio (1955)
- Adventures of Superman – serie TV, 3 episodi (1953-1955)
- Letter to Loretta – serie TV, 2 episodi (1953-1955)
- Chevron Hall of Stars – serie TV, un episodio (1956)
- It's a Great Life – serie TV, 2 episodi (1955-1956)
- Studio 57 – serie TV, 3 episodi (1955-1956)
- Jane Wyman Presents The Fireside Theatre – serie TV, 3 episodi (1955-1957)
- The Hardy Boys: The Mystery of the Ghost Farm – serie TV (1957)
- Avventure in elicottero (Whirlybirds) – serie TV, un episodio (1957)
- Panico (Panic!) – serie TV, episodio 1x01 (1957)
- The Restless Gun – serie TV, episodio 1x05 (1957)
- The Lineup – serie TV, un episodio (1957)
- The Gale Storm Show: Oh, Susanna! – serie TV, un episodio (1957)
- Passport to Danger – serie TV, un episodio (1958)
- Mike Hammer – serie TV, un episodio (1958)
- Telephone Time – serie TV, episodio 3x24 (1958)
- Broken Arrow – serie TV, 2 episodi (1956-1958)
- State Trooper – serie TV, un episodio (1958)
- Alcoa Theatre – serie TV, un episodio (1958)
- Le avventure di Rin Tin Tin (The Adventures of Rin Tin Tin) – serie TV, 2 episodi (1958)
- The George Burns and Gracie Allen Show – serie TV, un episodio (1958)
- Jefferson Drum – serie TV, un episodio (1958)
- U.S. Marshal – serie TV, un episodio (1958)
- L'uomo ombra (The Thin Man) – serie TV, un episodio (1958)
- Indirizzo permanente (77 Sunset Strip) – serie TV, un episodio (1958)
- Beach Patrol – film TV (1959)
- Papà ha ragione (Father Knows Best) – serie TV, un episodio (1959)
- Cimarron City – serie TV, 3 episodi (1958-1959)
- Buckskin – serie TV, un episodio (1959)
- Sugarfoot – serie TV, un episodio (1959)
- The Donna Reed Show – serie TV, un episodio (1959)
- Richard Diamond (Richard Diamond, Private Detective) – serie TV, un episodio (1959)
- Trackdown – serie TV, 2 episodi (1958-1959)
- Tales of Wells Fargo – serie TV, 3 episodi (1957-1959)
- Alfred Hitchcock presenta (Alfred Hitchcock Presents) – serie TV, 2 episodi (1956-1959)
- Lawman – serie TV, un episodio (1959)
- How to Marry a Millionaire – serie TV, un episodio (1959)
- Not for Hire – serie TV, episodio 1x03 (1959)
- I racconti del West (Zane Grey Theater) – serie TV, 2 episodi (1959)
- Il tenente Ballinger (M Squad) – serie TV, 2 episodi (1958-1960)
- Bronco – serie TV, 2 episodi (1959-1960)
- Death Valley Days – serie TV, un episodio (1960)
- Colt .45 – serie TV, 2 episodi (1959-1960)
- Ricercato vivo o morto (Wanted: Dead or Alive) – serie TV, episodi 1x06-1x29-2x29 (1958-1960)
- Johnny Ringo – serie TV, 3 episodi (1959-1960)
- The Texan – serie TV, 2 episodi (1959-1960)
- Avventure lungo il fiume (Riverboat) – serie TV, episodi 1x05-2x04 (1959-1960)
- Maverick – serie TV, 5 episodi (1957-1960)
- Coronado 9 – serie TV, un episodio (1960)
- Hot Off the Wire – serie TV, un episodio (1961)
- The Case of the Dangerous Robin – serie TV, un episodio (1961)
- Gli uomini della prateria (Rawhide) – serie TV, un episodio (1961)
- The Asphalt Jungle – serie TV, un episodio (1961)
- Harrigan and Son – serie TV, un episodio (1961)
- The Tall Man – serie TV, un episodio (1961)
- The Barbara Stanwyck Show – serie TV, un episodio (1961)
- Whispering Smith – serie TV, episodi 1x08-1x14 (1961)
- The Dick Powell Show – serie TV, episodio 1x02 (1961)
- The Roaring 20's – serie TV, 4 episodi (1961)
- The Rifleman – serie TV, 13 episodi (1958-1962)
- Laramie – serie TV, un episodio (1962)
- Alcoa Premiere – serie TV, un episodio (1962)
- Gli intoccabili (The Untouchables) – serie TV, 5 episodi (1959-1962)
- Cheyenne – serie TV, 3 episodi (1956-1962)
- Have Gun - Will Travel – serie TV, 2 episodi (1962-1963)
- Ai confini della realtà (The Twilight Zone) – serie TV, 2 episodi (1962-1963)
- The Jack Benny Program – serie TV, 4 episodi (1962-1963)
- Sotto accusa (Arrest and Trial) – serie TV, episodio 1x12 (1963)
- La legge del Far West (Temple Houston) – serie TV, episodio 1x13 (1963)
- Carovane verso il west (Wagon Train) – serie TV, 2 episodi (1957-1963)
- Perry Mason – serie TV, 8 episodi (1957-1964)
- The Travels of Jaimie McPheeters – serie TV, episodi 1x19-1x23 (1964)
- The Third Man – serie TV, un episodio (1964)
- No Time for Sergeants – serie TV, un episodio (1964)
- Polvere di stelle (Bob Hope Presents the Chrysler Theatre) – serie TV, un episodio (1964)
- The Crisis (Kraft Suspense Theatre) – serie TV, un episodio (1965)
- Gunsmoke – serie TV, 3 episodi (1961-1965)
- Honey West – serie TV, episodio 1x20 (1966)
- Hazel – serie TV, un episodio (1966)
- Il fuggiasco (The Fugitive) – serie TV, 3 episodi (1964-1966)
- Organizzazione U.N.C.L.E. (The Man from U.N.C.L.E.) – serie TV, un episodio (1966)
- Laredo – serie TV, 2 episodi (1966)
- F.B.I. (The F.B.I.) – serie TV, un episodio (1966)
- Selvaggio west (The Wild Wild West) – serie TV, episodio 2x14 (1966)
- Squadra speciale anticrimine (The Felony Squad) – serie TV, episodi 1x19-1x20 (1967)
- Rango – serie TV, episodio 1x05 (1967)
- Gli invasori (The Invaders) – serie TV, un episodio (1967)
- La fattoria dei giorni felici (Green Acres) – serie TV, 2 episodi (1965-1968)
- Star Trek – serie TV, 2 episodi (1967-1968)
- Strega per amore (I Dream of Jeannie) – serie TV, un episodio (1968)
- The Lucy Show – serie TV, 2 episodi (1964-1968)
- La grande vallata (The Big Valley) – serie TV, 9 episodi (1965-1968)
- Mod Squad, i ragazzi di Greer (The Mod Squad) – serie TV, un episodio (1969)
- Ironside – serie TV, un episodio (1969)
- Vita da strega (Bewitched) – serie TV, un episodio (1969)
- La terra dei giganti (Land of the Giants) – serie TV, un episodio (1969)
- Lassie – serie TV, 3 episodi (1954-1969)
- Il virginiano (The Virginian) – serie TV, 10 episodi (1963-1969)
- The Good Guys – serie TV, un episodio (1969)
- The Bill Cosby Show – serie TV, un episodio (1970)
- Lancer – serie TV, 2 episodi (1969-1970)
- Adam-12 – serie TV, un episodio (1970)
- Mayberry R.F.D. – serie TV, un episodio (1970)
- Bonanza – serie TV, 7 episodi (1959-1970)
- O'Hara, U.S. Treasury – serie TV, un episodio (1971)
- Uno sceriffo a New York (McCloud) – serie TV, un episodio (1971)
- Here's Lucy – serie TV, un episodio (1972)
- Squadra emergenza (Emergency!) – serie TV, un episodio (1974)
- Giovani cowboys (The Cowboys) – serie TV, un episodio (1974)
- Dirty Sally – serie TV, un episodio (1974)
- La strana coppia (The Odd Couple) – serie TV, un episodio (1975)
- Archer – serie TV, un episodio (1975)
- Marcus Welby (Marcus Welby, M.D.) – serie TV, un episodio (1976)